# Collegio uninominale Trentino-Alto Adige - 04 (Camera dei deputati 2017)
Il collegio elettorale uninominale Trentino-Alto Adige/Südtirol - 04 è stato un collegio elettorale uninominale della Repubblica Italiana per l'elezione della Camera tra il 2017 ed il 2020. Il collegio è stato modificato nella delimitazione formando il collegio Trentino-Alto Adige/Südtirol - 01 nel 2020.

## Territorio
Come previsto dalla legge elettorale italiana del 2017, il collegio era stato definito tramite decreto legislativo all'interno della circoscrizione Trentino-Alto Adige/Südtirol.
Era formato dal territorio di 62 comuni: Albiano, Aldeno, Altavalle, Amblar-Don, Andalo, Borgo d'Anaunia, Bresimo, Caldes, Campodenno, Cavareno, Cavedago, Cavedine, Cavizzana, Cembra Lisignago, Cimone, Cis, Cles, Commezzadura, Contà, Croviana, Dambel, Denno, Dimaro Folgarida, Fai della Paganella, Garniga Terme, Giovo, Lavis, Livo, Lona-Lases, Madruzzo, Malé, Mezzana, Mezzocorona, Mezzolombardo, Molveno, Nave San Rocco, Novella, Ossana, Peio, Pellizzano, Predaia, Rabbi, Romeno, Ronzone, Roveré della Luna, Ruffré-Mendola, Rumo, San Michele all'Adige, Sanzeno, Sarnonico, Segonzano, Sfruz, Sover, Spormaggiore, Sporminore, Terzolas, Ton, Trento, Vallelaghi, Vermiglio, Ville d'Anaunia, Zambana.
Il collegio era quindi interamente compreso nella provincia autonoma di Trento.
Il collegio era parte del collegio plurinominale Trentino-Alto Adige/Südtirol - 01.

## Eletti
| Elezione | Elezione     | Deputato         | Partito |
| -------- | ------------ | ---------------- | ------- |
|          | 2018         | Giulia Zanotelli | Lega    |
| 2019 (S) | Martina Loss |                  | Lega    |

## Dati elettorali

### XVIII legislatura
Come previsto dalla legge elettorale, 232 deputati erano eletti con sistema a maggioranza relativa in altrettanti collegi uninominali a turno unico.
| Candidati              | Candidati                  | Voti    | %     | Liste                    | Voti    | %     |
| ---------------------- | -------------------------- | ------- | ----- | ------------------------ | ------- | ----- |
|                        | Giulia Zanotelli ✔️ Eletto | 50 559  | 37,38 | Lega                     | 33 576  | 24,82 |
| Forza Italia           | Giulia Zanotelli ✔️ Eletto | 50 559  | 37,38 | 11 434                   | 8,45    |       |
| Fratelli d'Italia      | Giulia Zanotelli ✔️ Eletto | 50 559  | 37,38 | 4 678                    | 3,46    |       |
| Noi con l'Italia - UDC | Giulia Zanotelli ✔️ Eletto | 50 559  | 37,38 | 871                      | 0,64    |       |
|                        | Mariachiara Franzoia       | 45 907  | 33,94 | Partito Democratico      | 29 156  | 21,56 |
| SVP-PATT               | Mariachiara Franzoia       | 45 907  | 33,94 | 7 448                    | 5,51    |       |
| +Europa                | Mariachiara Franzoia       | 45 907  | 33,94 | 5 357                    | 3,96    |       |
| Civica Popolare        | Mariachiara Franzoia       | 45 907  | 33,94 | 2 834                    | 2,10    |       |
| Italia Europa Insieme  | Mariachiara Franzoia       | 45 907  | 33,94 | 1 112                    | 0,82    |       |
|                        | Carmen Martini             | 29 991  | 22,17 | Movimento 5 Stelle       | 29 991  | 22,17 |
|                        | Renata Attolini            | 4 386   | 3,24  | Liberi e Uguali          | 4 386   | 3,24  |
|                        | Valeria Allocati           | 1 616   | 1,19  | Potere al Popolo!        | 1 616   | 1,19  |
|                        | Filippo Castaldini         | 1 287   | 0,95  | CasaPound                | 1 287   | 0,95  |
|                        | Berardo Taddei             | 1 115   | 0,82  | Il Popolo della Famiglia | 1 115   | 0,82  |
|                        | Michela Chiogna            | 391     | 0,29  | Partito Valore Umano     | 391     | 0,29  |
| Totale                 | Totale                     | 135 252 | 100   |                          | 135 252 | 100   |
|                        |                            |         |       |                          |         |       |
| Voti non validi        | Voti non validi            | 4 741   | 3,39  |                          |         |       |
| Votanti                | Votanti                    | 139 993 | 79,77 |                          |         |       |
| Elettori               | Elettori                   | 175 504 |       |                          |         |       |

### XVIII legislatura: elezioni suppletive
Il 9 gennaio 2019 Giulia Zanotelli, eletta nel suddetto collegio uninominale alle elezioni politiche del 4 marzo 2018, si dimise per incompatibilità dalla carica di deputato. Come previsto dalla legge elettorale vigente vennero indette elezioni suppletive, tenutesi il 26 maggio 2019, in concomitanza con le elezioni europee.
|                            | Martina Loss ✔️ Eletta | Lega Salvini Premier - Fratelli d'Italia - Forza Italia | 46 224  | 46,06 |  |  |  |  |  |
|                            | Giulia Merlo           | Alleanza Democratica Autonomista                        | 41 290  | 41,14 |  |  |  |  |  |
|                            | Lorenzo Leoni          | Movimento 5 Stelle                                      | 12 846  | 12,80 |  |  |  |  |  |
| Totale                     | Totale                 | Totale                                                  | 100 360 | 100   |  |  |  |  |  |
|                            |                        |                                                         |         |       |  |  |  |  |  |
| Voti non validi            | Voti non validi        | Voti non validi                                         | 11 836  | 10,55 |  |  |  |  |  |
| Votanti                    | Votanti                | Votanti                                                 | 112 196 | 56,82 |  |  |  |  |  |
| Elettori                   | Elettori               | Elettori                                                | 197 463 |       |  |  |  |  |  |
|                            |                        |                                                         |         |       |  |  |  |  |  |
| Data: 26 maggio 2019       |                        |                                                         |         |       |  |  |  |  |  |
| Fonte: Camera dei deputati |                        |                                                         |         |       |  |  |  |  |  |